# Автошлях Т 0225
Автошля́х Т 0225 — автомобільний шлях територіального значення у Вінницькій області. Пролягає територією Піщанського району через Болган (пункт контролю) — Піщанку. Загальна довжина — 13,1 км.

## Маршрут
Автошлях проходить через такі населені пункти:
| Автошлях Т 0225         |        |
| Вінницька область       |        |
| Піщанський район        |        |
| Болган (пункт контролю) |        |
| Трудове                 |        |
| Миколаївка              |        |
| Піщанка                 | Т 0233 |